# اولیویا (مینه‌سوتا)
اولیویا، مینه‌سوتا (به انگلیسی: Olivia, Minnesota) یک شهر در ایالات متحده آمریکا است که در شهرستان رنویل واقع شده‌است.

## خصوصیات
اولیویا ۶٫۰۶ کیلومترمربع مساحت و ۲٬۴۸۴ نفر جمعیت دارد و ۳۳۰ متر بالاتر از سطح دریا واقع شده‌است.